# Per Gustaf Jansson
Per Gustaf Jansson, född 1 maj 1836 i Österfärnebo socken, död 31 oktober 1871 i Sundsvall, var en svensk bokhandlare och tidningsutgivare. 

## Biografi
Jansson blev tidigt föräldralös och växte upp hos främmande personer. Vid 14 års ålder anställdes han i en bokhandel i Gävle, där han stannade till 1853. Då flyttade han till Sundsvall, där han blev biträde i Eric Adolf Hollners bokhandel, vilken han 1858 för egen räkning övertog och till sin död innehade. Han var även utgivare av Sundsvalls-Posten från 1858 till sin död. Han var ledamot av Sundsvalls stadsfullmäktige och av stadens drätselkammare. Han var revisor i Sundsvalls Enskilda Bank och Sundsvalls utskänkningsbolag, verkställande direktör i ångfartygsbolaget Gustaf Adolf och suppleant i Västernorrlands läns landsting. Han gifte sig dessutom 1858 med änkan till Hollner, Stina Sophia Fägerholm. De fick ett barn samma år, Maria Sophia, som avled fyra år gammal 1862. Jansson avled 1871, när han föll ner i lastrummet på en ångbåt vid Sundsvalls kaj.